# Kanton Gif-sur-Yvette
Kanton Gif-sur-Yvette is een kanton van het Franse departement Essonne. Kanton Gif-sur-Yvette maakt deel uit van het arrondissement Palaiseau. Het heeft een oppervlakte van 91.04 km² en telt 63.166 inwoners in 2018.

## Gemeenten
Het kanton Gif-sur-Yvette omvatte tot 2014 enkel de gemeente Gif-sur-Yvette.
Door de herindeling van de kantons bij decreet van 24 februari 2014, met uitwerking op 22 maart 2015 werden er volgende 11 gemeenten aan toegevoegd:
- Bièvres
- Boullay-les-Troux
- Bures-sur-Yvette
- Gometz-la-Ville
- Les Molières
- Pecqueuse
- Saclay
- Saint-Aubin
- Vauhallan
- Verrières-le-Buisson
- Villiers-le-Bâcle